# Танталат родия
Танталат родия — неорганическое соединение,
соль родия и танталовой кислоты
с формулой RhTaO4,
кристаллы.

## Получение
- Сплавление стехиометрических количеств оксидов родия и тантала [1]:

{\displaystyle {\mathsf {Rh_{2}O_{3}+Ta_{2}O_{5}\ {\xrightarrow {T}}\ 2RhTaO_{4}}}}

## Физические свойства
Танталат родия образует кристаллы
тетрагональной сингонии,
пространственная группа P 4/mnm,
параметры ячейки a = 0,4684 нм, c = 0,3020 нм, Z = 1
структура типа диоксида титана TiO2
.